# Hash browns

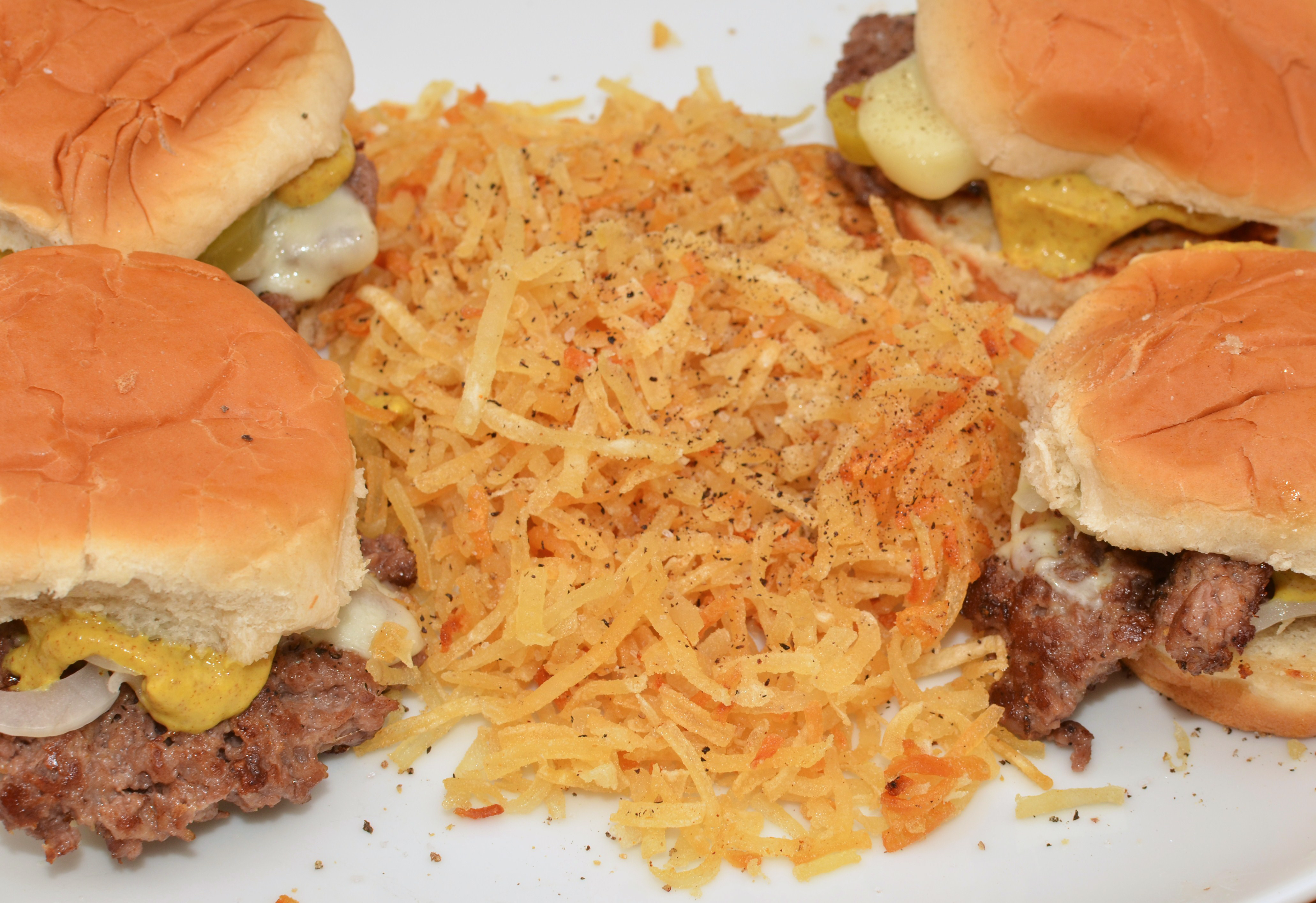
Geraspte hash browns met slider-sandwiches

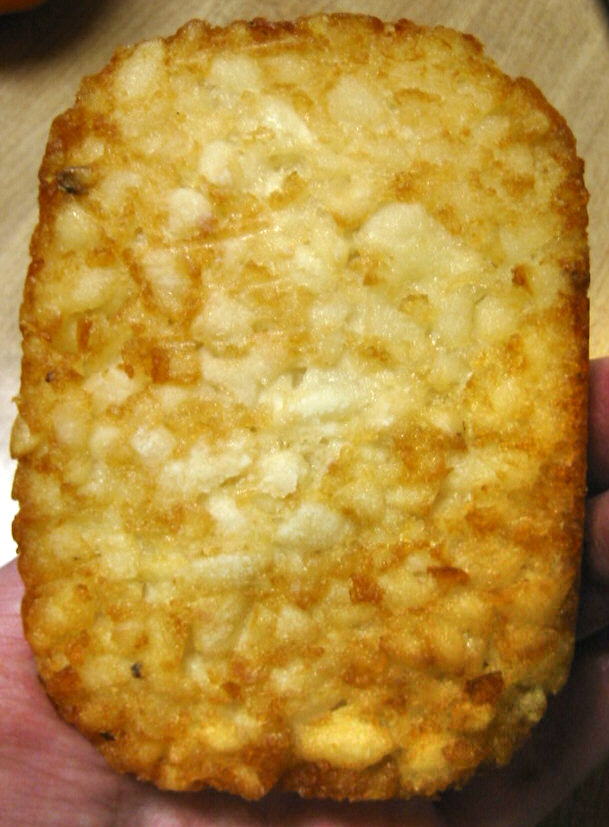
Hash brown

Hash browns of hashed browns is een populair Amerikaans gerecht dat enigszins vergelijkbaar is met het Zwitserse rösti, ook bestaand uit gebakken aardappels. In zogeheten diners in Noord-Amerika en het Verenigd Koninkrijk zijn hash browns wijdverbreid als ontbijtgerecht, waar ze vaak worden gebakken op een grote kookplaat of grill. Hash browns zijn een massa-geproduceerd product dat verkocht wordt in zowel gekoelde als bevroren vorm. Bovendien bestaat er een gedroogde variant, die soms wordt genuttigd door backpackers.

## Geschiedenis
Hash browns verschenen vanaf de jaren 1890 op ontbijtmenu's in New York. Oorspronkelijk luidde de volledige naam van het gerecht hashed brown potatoes (of hashed browned potatoes), waarvan de eerst bekende vermelding wordt toegeschreven aan de Amerikaanse voedingsauteur Maria Parloa (1843-1909) in 1888. De naam werd geleidelijk aan ingekort tot hash brown potatoes.

## Etymologie
Het Engelstalige woord hash is afgeleid van het Franse woord hacher, dat hakken betekent. In het Nederlands is dit woord terug te vinden als hachee. Hashed browned potatoes betekent dus letterlijk 'gehakte gebakken aardappels'.

## Bereiding
Hash browns ontstaan uit een eenvoudige bereiding waarbij in de pan gebakken aardappels worden geraspt, in blokjes gesneden, julienne gesneden of geperst. Met de naam van het gerecht wordt in sommige culturen verwezen naar al deze bereidingswijzen, terwijl in andere culturen wordt gerefereerd aan een specifieke bereidingsvorm. In delen van de Verenigde Staten wordt met hash browns uitsluitend geraspte of geperste gebakken aardappels bedoeld, die als ontbijtgerecht worden beschouwd. De in blokjes gesneden variant worden dan gezien als bijgerecht genaamd country fried potatoes of home fries, hoewel veel varianten al voorgebakken zijn vooraleer ze gebakken worden. Aan sommige recepten worden tevens gesneden uien toegevoegd.